# قطر للغاز
قطر للطاقة للغاز الطبيعي المسال هي أكبر شركة في العالم للغاز الطبيعي المسال (LNG). وتنتج وتزود العالم بـ 42   مليون طن متري من الغاز الطبيعي المسال سنوياً عبر مشاريعها الأربعة - قطر غاز 1، قطر غاز 2، قطر غاز 3، وقطر غاز 4. يقع مقرها الرئيسي في الدوحة، قطر، وتحافظ على أصولها في رأس لفان، قطر. يتم توفير الغاز الطبيعي لقطارات الغاز الطبيعي المسال في قطر غاز من حقل الشمال القطري، إلى حد بعيد أكبر حقل للغاز غير المصاحب في العالم. جنبا إلى جنب مع راس غاز، وصلت إلى إنتاج قياسي للغاز الطبيعي المسال من 77 مليون طن سنويا في ديسمبر 2010.

## التاريخ
تأسست قطر غاز في عام 1984 كمشروع مشترك بين قطر للبترول وإكسون موبيل وشركاء آخرين. في السنوات التالية، بدأت الشركة في تطوير حقل الشمال وشيدت أول ثلاثة قطارات للغاز الطبيعي المسال (القطار 1 و 2 و 3) بطاقة تصميم 3.3   مليون طن سنويا لكل منهما. تم بناء القطارات في 1996 و 1997 و 1998 على التوالي.
نفذت الشركة أول اتفاقيتين للمبيعات والشراء مع ثمانية عملاء يابانيين في عامي 1992 و 1994، وكانت شركة شركة تشوبو للطاقة الكهربائية هي الأكبر. العقد يضمن تسليم 4   مليون طن من الغاز الطبيعي المسال سنويًا إلى شركة شركة تشوبو للطاقة الكهربائية وستة ملايين طن سنويًا على مدار 25 عامًا للعملاء الثمانية.
في عام 1993، تم تأسيس شركة راس لفان للغاز الطبيعي المسال كشركة تابعة لتشغيل وصيانة إنتاج الغاز الطبيعي المسال والهيليوم، وتعمل أيضًا كشركة تابعة لشركة قطر للبترول، ومقرها في الدوحة. تم وضع حجر الأساس الرسمي لقطر غاز 1 في عام 1994 وفي عام 1995 تم توقيع عقد رئيسي آخر مع شركة غاز كوريا، مما يضمن توفير 2.4   مليون طن من الغاز الطبيعي المسال في السنة. أيضا، في عام 1995، بدأت عمليات الحفر البحرية الأولى. في عام 1996 بدأ إنتاج الغاز الطبيعي المسال. تم تسليم أول ناقلة للغاز الطبيعي المسال تدعى الزبارة إلى قطر غاز في عام 1996. تم تحميل أول شحنة من الغاز الطبيعي المسال وتسليمها إلى اليابان في عام 1996 وإسبانيا (إيناجاز) في عام 1997 من ميناء مدينة رأس لفان الصناعية. في نفس العام، 1997، افتتح الأمير حمد بن خليفة آل ثاني المصنع والمنشآت القطرية للغاز الطبيعي المسال وأول مصنع للكبريت تم إطلاقه (مصنع الكبريت 1). شهد عام 2000 وصول 10 ملايين طن من الغاز الطبيعي المسال إلى اليابان منذ بدء الشحن في عام 1996.
راس لفان للغاز الطبيعي المسال الشركة الثاني (ر ال) وراس غاز المحدودة. أنشئت في عام 2001 للعمل على الغاز الطبيعي المسال وما يرتبط بها من مرافق يقع أيضا في مدينة راس لفان الصناعية. في نفس العام 25 عاما عقدا مع اديسون الغاز وقع. في عام 2002 تم توقيع عقد مع شركة بريتيش بتروليوم، من أجل تسليم 750، 000 طن من الغاز الطبيعي المسال سنويا إلى إسبانيا. أول شحنة كان مقررا في الربع الثالث من عام 2003 و الشركة البريطانية ، بي بي - تعمل سفينة للغاز الطبيعي المسال، تم تعيينه إلى تحمل الشحنات على مدى فترة ثلاث سنوات. في نفس العام شركة قطر للبترول اتفاقا مع شركة إكسون موبيل لبناء اثنين إضافية للغاز الطبيعي المسال (القطار 4 و 5)، وتشكيل «قطر غاز 2» المشروع المشترك. اكسون وغيرها من الشركاء استثمرت بنحو 12.8 مليار دولار في المشروع المشترك. تم وضع حجر الأساس في شباط / فبراير 2005.
في عام 2003 مشروع مشترك ل راس لفان الهيليوم المشروع تشكلت. أنتجت أول الهيليوم في آب / أغسطس 2005. قطرغاز 3 تشكلت في نفس العام بين قطر للبترول وشركة كونوكو فيليبس. آخر رئيس الاتفاق بين قطر للبترول وراس لافان (الثاني) أن العرض 15.6 م ت ا من الغاز الطبيعي المسال إلى الولايات المتحدة الأمريكية الموقعة في عام 2003. راس غاز كما بدأ في بناء وتشغيل المرحلة الأولى من مشروع غاز الخليج من أجل الغاز المنزلي العرض نيابة عن قطر للبترول وشركة إكسون موبيل الأوسط تسويق الغاز. في عام 2004 أول مخصصة للغاز الطبيعي المسال السفينة فوريت تم تسليمها إلى (راس لافان الثاني)،  وفي عام 2005 بدأت تدشين مشروع غاز الخليج 1، وكذلك راس لفان للغاز الطبيعي المسال المحدودة (راس لافان الثالث) المنشأة التي يملك راس غاز القاطرات 6 و 7, الشركة الأولى القاطرات الكبيرة. آخر اتفاق بين شركة شل وشركة قطرغاز كان ظهور قطرغاز 4 .
شركة قطرغاز للتشغيل المحدودة أنشئت في تموز / يوليه 2005 لغرض البناء من قطرغاز 2 قطرغاز 3 قطرغاز 4, مصفاة لفان وغيرها من الأصول نيابة عن المساهمين. قطرغاز أيضا أعلنت وقفا على مواصلة تطوير حقل الشمال في عام 2005، وأمر المزيد من الدراسات ومراجعة هذا المجال، والتي من المتوقع أن تنتهي في عام 2010. الوقف في البداية كان من المتوقع أن تبقى في مكانها حتى عام 2013 أو 2014 ولكن تم رفعها في عام 2017. في عام 2006 بناء على قطر غاز 3، قطر غاز 4 بدأت فقرات إقامت.القطرة 5 كان القطار الذي افتتح في عام 2007 وكذلك أول 0- ماكس للغاز الطبيعي المسال الناقل «الدفنة» طرحت من الحوض الجاف (تسليمها في عام 2009) وأول 0-فليكس السفينة سلمت قطرغاز.
في عام 2008 اثنين من كبرى المنتجعات تم التوقيع مع شركة بتروتشاينا، 3 مليون طن سنويا على مدى 25 عاما، 2 مليون طن سنويا على مدى 25 عاما مع شركة الصين الوطنية للنفط البحري مع صفقة بلغت حوالي 2 مليون طن سنويا. كان عليها أن تبدأ في تشرين الأول / أكتوبر 2009. آخر 10 سنوات تم توقيع عقد بين شركة قطرغاز، تي تي، يأمر مليون طن من الغاز الطبيعي المسال سنويا ابتداء من عام 2011. راس لفان الهيليوم 1 إلى الطاقة الإنتاجية الكاملة في عام 2008 أول شحنة من الغاز الطبيعي المسال على الساحل الغربي من أمريكا الشمالية اكتمل. وكذلك أول قطر للأسمدة سفينة عبرت قناة السويس.
عدة شحنات الغاز الطبيعي المسال إلى إيطاليا (الأدرياتيكي الغاز الطبيعي المسال), المكسيك (التاميرا), الصينية (شركة الصين الوطنية للنفط البحري)، كندا (كانابورت الغاز الطبيعي المسال)، والمملكة المتحدة (ساوث هوك) والولايات المتحدة (جولدن باس) ثم في عام 2009 ومنتجعات جديدة وقعت مثل المدى الطويل سبا مع بي جي نيج من بولندا. سبا مفصلة 1 مليون طن في السنة على مدى 20 عاما، مع تسليم أول تبذل في عام 2015. في أبريل 6, 2009, شركة قطرغاز 2 المشروع رسميا مع اثنين ميجا القطارات من 7.8 مليون طن في السنة لكل منها. في نفس العام المرحلة 2 من غاز الخليج بدأ مشروع.
في أعقاب الأزمة الاقتصادية العالمية وتراجع أسعار الغاز والنفط في عام 2008، قطرغاز مؤقتا إلى إعلان القوة القاهرة في كانون الثاني / يناير 2009 على إنتاج ثلاثة للغاز الطبيعي المسال. الشركة لا تزال على المسار الصحيح مع المشاريع الأخرى والاتجاه العام. في تشرين الثاني / نوفمبر 2010 ويناير 2011، على التوالي، قطر غاز 3 و4 بدأت الإنتاج. في كانون الأول / ديسمبر 2010، قطر احتفلت تحقيق الهدف الوطني 77 مليون طن في السنة لأول مرة، مما يجعلها أكبر منتج للغاز الطبيعي المسال.
بسبب التقدم الكبير في النفط والغاز استخراج تقنيات (الصخري أو ضيق الغاز من الصخور والرمال النفطية) شركة قطرغاز إلى إجراء تعديلات في إستراتيجية الشركة.
في حين أن الشركة تهدف في البداية العملاء الأوروبية والولايات المتحدة، زيادة الإنتاج من أمريكا الشمالية جعلت من الضروري التركيز على الآسيوية الأسواق،  مع اليابان حاليا استيراد حوالي 15% من إجمالي استهلاك الغاز من شركة قطرغاز، والصين، والهند وكوريا الجنوبية يجري الرئيسية الأخرى للعملاء.
في عام 2010 راس لفان الهيليوم 2 المشروع كما أعلن القطار 6 بدأ الإنتاج (إضافة 7.8 مليون طن في السنة) ومصفاة لفان افتتحه آل ثاني.
صفقة أخرى مع ريبسول (كندا) وقع في نفس العام. قطرغاز وافقت على تسليم الغاز الطبيعي المسال إلى كانابورت باستخدام كل من Q-Flex وكيو-ماكس سفن كل عقد أي ما يعادل حوالي 5.6 4.6 مليار قدم مكعب من الغاز الطبيعي، على التوالي. المزيد من كبرى عمليات التسليم إلى دبي وفرنسا في عام 2010 مزيد من المحادثات مع المملكة المتحدة واستهلت رؤساء على توقيع الاتفاق. في حزيران / يونيه 2011 قطرغاز ثم وقعت ثلاث سنوات للغاز الطبيعي المسال في التعامل مع سنتريكا (المملكة المتحدة)، تقدر قيمتها بنحو 3.24 مليار دولار في ذلك الوقت. العقد منذ ذلك الحين ليشمل أربعة ونصف السنة عقد في حزيران / يونيه 2014 أحدث عقد تمديد الشراكة حتى كانون الأول / ديسمبر عام 2023. سنتريكا أصلا حاول ختم 20 سنة من سنوات العقد.
قطرغاز أيضا توقيع اتفاق طويل الأجل في عام 2011 لأكثر من 1 مليون طن سنويا مع الماليزية بتروناس، وتنتهي في عام 2018 والذي تم تمديده حتى كانون الأول / ديسمبر عام 2023. قطرغاز القطار 7 بدأ الإنتاج في عام 2011 (7.8 مليون طن في السنة) وماب تا فوت للغاز الطبيعي المسال كلف من قبل شركة قطرغاز في نفس العام. في السنة التالية، 2012, قطرغاز 1 توقيع عقد طويل الأجل مع شركة طوكيو للطاقة الكهربائية لأكثر من 1 مليون طن سنويا من الغاز الطبيعي المسال.
قطرغاز 3 توقيع المنتجعات مع بي تي تي تايلاند، اليابان كاناسي وتشوبو للطاقة الكهربائية في عام 2012.
في عام 2013 راس لفان الهيليوم 2 تم افتتاح مصنع وأنتجت أول الهيليوم في نفس العام. المصنع هو الأكبر من نوعه في العالم وجعل قطر أكبر شركة في العالم الهيليوم مصدر.
في عام 2014 بناء على مصفاة لفان 2 بدأت مصفاة تسليم أول الديزل نازع الكبريت المهدرج. شراء عقد البناء الديزل نازع الكبريت المهدرج مع شركة سامسونج للهندسة وقعت في عام 2012. هو قادرة على معالجة 54,000 برميل من منخفضة الكبريت في الديزل الوقود لكل تيار اليوم وكانت تعمل في 50% القدرات حتى مصفاة لفان 2 بدأ الإنتاج في عام 2016. أول سفينة نقل من الغاز الطبيعي المسال، في أعقاب حادث مع واحد من قطرغاز المؤجرة الأوعية المستقيمة من سنغافورة، نفذت في عام 2014. أيضا، في عام 2014، قطرغاز عن لبداية ناجحة من رصيف يغلي-الغاز قبالة استرداد المشروع الذي يهدف إلى الحد من إحراق الغاز في راس لفان للغاز الطبيعي المسال على أرصفة شحن وافتتح في عام 2015.
2015 رأيت 5000th تحميل شحنة من الغاز الطبيعي المسال في ميناء راس لفان، 2300 منهم بعد أن تم شحنها إلى العملاء اليابانيين، وكذلك أول بيع الغاز الطبيعي المسال إلى المملكة الأردنية الهاشمية وتسليم أول شحنة من الغاز الطبيعي المسال إلى باكستان دولة النفط حققت الشركة في عام 2016. 10000 الغاز الطبيعي المسال السفينة تم تحميلها في ميناء راس لفان في عام 2016 ومصفاة لفان 2 بدأت عمليات التكرير من 146,000 برميل من المكثفات يوميا. وقد تم افتتاحه رسميا من قبل آل ثاني في عام 2017. في يونيو 2017 قطرغاز إلى إيقاف عمليات الهيليوم 1 والهيليوم 2، بسبب المقاطعة الاقتصادية التي فرضت على قطر قبل غيرها من الدول العربية. التالية غيرها من الشركات الكبرى مثل أرامكو، وإعداد الاندماج اندماج الشركات المملوكة للدولة شركة قطرغاز وشركة راس غاز التي كانت قد أعلنت في كانون الأول / ديسمبر 2016, تم الانتهاء منه في عام 2017. يذكر أن قطرغاز 1.5 مليون طن سنويا وقعت سبا جديدة مع تركيا بواس، لتقديم 1.5 مليون طن سنويا من الغاز الطبيعي المسال لمدة ثلاث سنوات تبدأ في تشرين الأول / أكتوبر عام 2017. صفقة أخرى مع رويال داتش شل لتقديم ما يصل إلى 1.1 مليون طن سنويا من الغاز الطبيعي المسال لمدة خمس سنوات كما تم التوقيع أيضا.
أنها تهدف إلى «[...] إنشاء فريدة من نوعها حقا الطاقة العالمية المشغل من حيث الحجم، الخدمة والموثوقية» و «[...] تؤكد وتعزز قطر للبترول التفوق في الأعمال للغاز الطبيعي المسال في [طريق] الحد من تكاليف التشغيل», وذكر قطر للبترول الرئيس التنفيذي لشركة سعد الكعبي. اندماج شركة قطرغاز وشركة راس غاز أصبح نافذا في 1 كانون الثاني / يناير 2018، بمناسبة بداية «جديدة» قطرغاز وتأمين مرتبتها كما أكبر من الغاز الطبيعي المسال المنتج في جميع أنحاء العالم. الكعبي أعطى مؤتمر صحفي في 4 كانون الثاني / يناير عام 2018،  مشيرا إلى أن الشركة الجديدة سيوفر ما يقرب من 550 مليون دولار في تكاليف التشغيل في العام.
الشيخ خالد بن خليفة آل ثاني تم تعيين الرئيس التنفيذي الجديد لشركة قطرغاز.

## العمليات
مساهمي قطر غاز 1 «قطر للبترول», موبيل، توتال، ميتسوي وماروبيني. فإنه يملك ثلاث محطات الغاز الطبيعي المسال. في عام 2008 أنتجت 10.09 مليون طن من الغاز الطبيعي المسال. المتوقعة في الإنتاج مع نهاية عام 2012 إلى 42 مليون طن في السنة.
قطرغاز الثاني، وهي مشروع مشترك بين «قطر للبترول» و «إكسون موبيل» تمتلك الغاز الطبيعي المسال 4 و 5 مع قدرة إنتاجية تبلغ 7.8 مليون طن في السنة لكل منها. فمن توريد الغاز الطبيعي المسال من أجل ساوث هوك للغاز الطبيعي المسال في ميلفورد هافن، بيمبروكشاير، ويلز، من حيث الغاز لتغذية خط أنابيب الغاز ساوث ويلز. هذا يغطي 20% من المملكة المتحدة يحتاج من الغاز الطبيعي المسال.
قطرغاز الثالث هو مشروع مشترك بين قطر للبترول وشركة كونوكو فيليبس شركة ميتسوي. قطرغاز الرابع هو مشروع مشترك بين قطر للبترول وشركة رويال داتش شل. في البداية اقترب منفصلة مشاريع قطرغاز الثالث والرابع هي الآن يجري بناؤها من قبل المشترك الأصول فريق التطوير الذي يعمل فيه قطرغاز، كونوكو فيليبس وشل الموظفين وكذلك مشروع المباشر يستأجر وعلى المدى القصير المقاولين. القطارات قد بدأت في نهاية عام 2010 (قطر غاز 3) وأوائل عام 2011 (قطر غاز 4).
قطرغاز العمليات البحرية تقع على بعد نحو 80 كيلومتر (50 ميل) إلى الشمال الشرقي من قطر البر في حقل الشمال. مرافق الإنتاج كلفت في عام 1996. معالجة الغاز يتم نقلها إلى الشاطئ مع المكثفات المرافقة له طريق واحد 32 بوصة (810 مـم) أنابيب تحت سطح البحر.
قطرغاز ينقل الغاز الطبيعي المسال باستخدام فئتين من ناقلات الغاز الطبيعي المسال المعروفة باسم كيو-ماكس وكيو-فليكس.

## وصلات خارجية
- موقع الشركة نسخة محفوظة 7 مايو 2012 على موقع واي باك مشين.